# Knut Ekwall
Knut Alfred Ekwall, född 3 april 1843 på Gransbo i Säby socken i Småland, död 15 april 1912 på Romanäs sanatorium i samma socken, var en svensk konstnär.
Ekwall var son till kronofogden Nils Fredrik Ekvall och Emelie Bernhardina Carolina Djurström och från 1871 gift med den tyska konsertsångerskan Johanna Maria Theresia Burkowitz-Pönitz och far till bland andra skulptören Runa Bülow-Hübe. Han var bror till Emma, Gustaf och Hugo Ekwall.

## Konstnärlig gärning
Ekvall studerade konst för Marcus Larson 1858 och vid Konstakademien i Stockholm 1860–1866, med betoning på träsnitt. Han blev elev till målaren Ludwig Knaus i Berlin.
År 1870 verkade Knut Ekwall i München och senare i Leipzig. Under denna tid var hans arbete huvudsakligen illustrationer för tyska och svenska tidningar, reproducerade som kopparstick. Han har bland annat gjort illustrationer till Frithiofs saga av Esaias Tegnér.
Ekwall återvände till Sverige 1885 och bodde periodvis i sitt sommarhus på ön Romanö, men flyttade dit permanent 1889. Den 13 mars 1912 brann villan ner på Romanö och en stor mängd konst gick förlorad. Ekwall, som hade varit sjuklig en längre tid, låg på övervåningen men räddades och fördes till det närbelägna Romanäs sanatorium där han avled några veckor senare.
I hans produktion finns porträtt, landskap och genremotiv, ofta med barn. Ekwall är representerad vid bland annat Nationalmuseum, Norrköpings konstmuseum, Nordiska museet i Stockholm och på Kalmar konstmuseum.

## Bilder

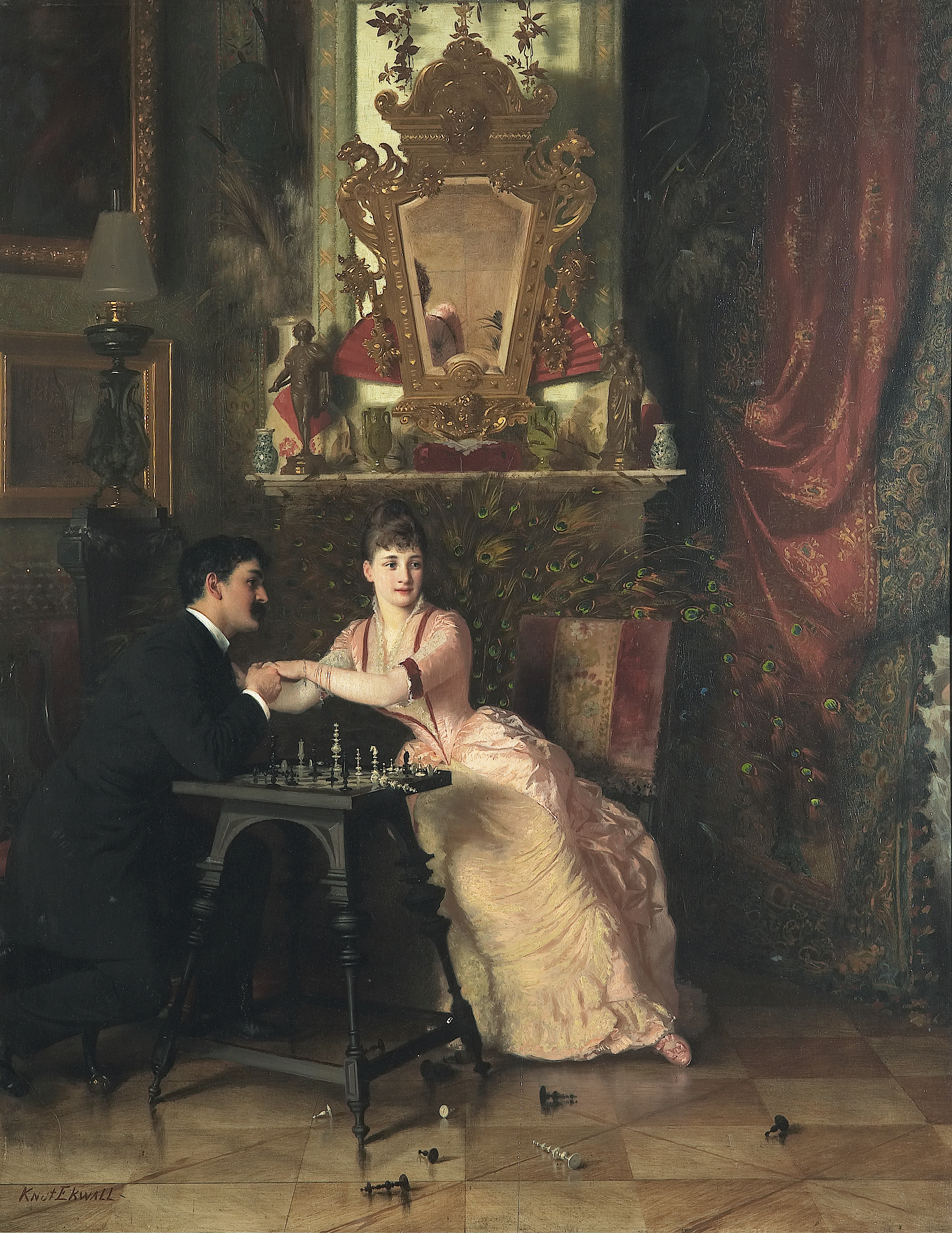
Frieri.
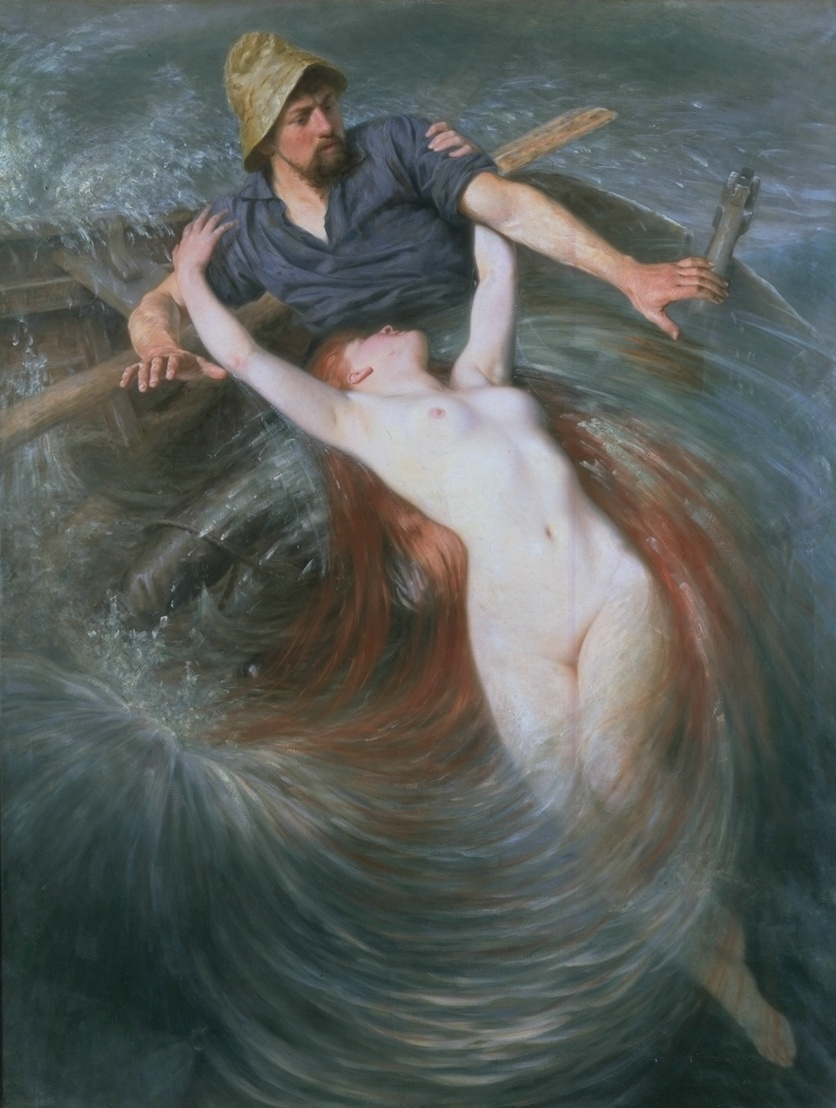
Fiskaren och sirenen.
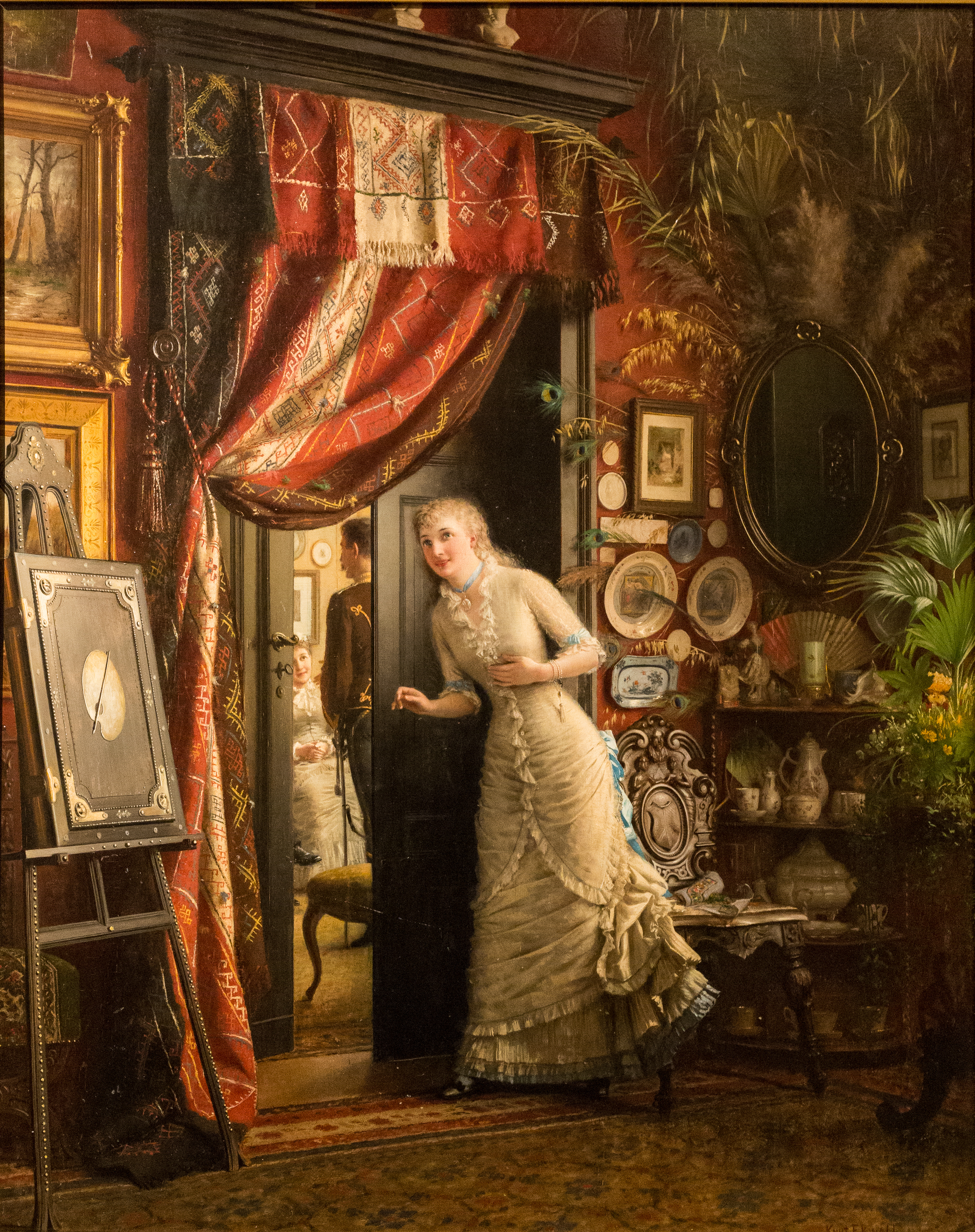
Frieriet (1880-talet), Nordiska museet.
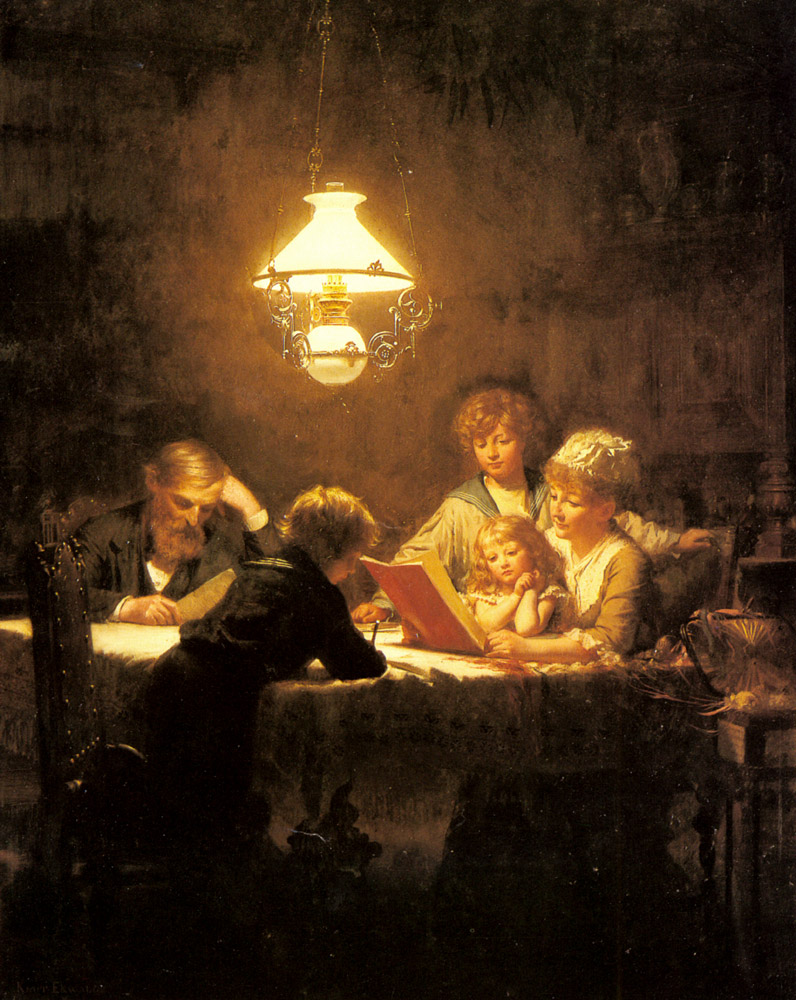
Läsundervisningen.
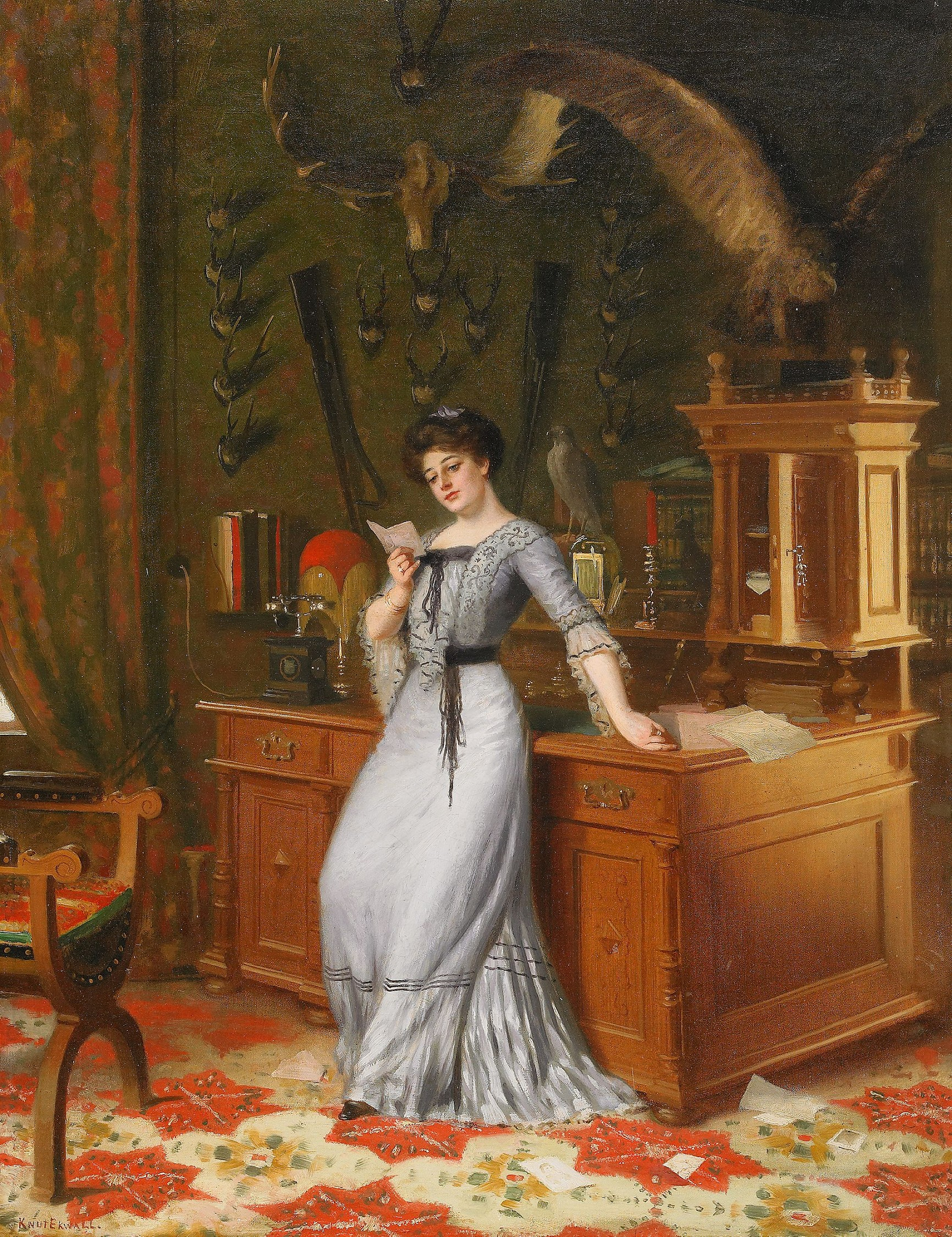
Flickan med brevet
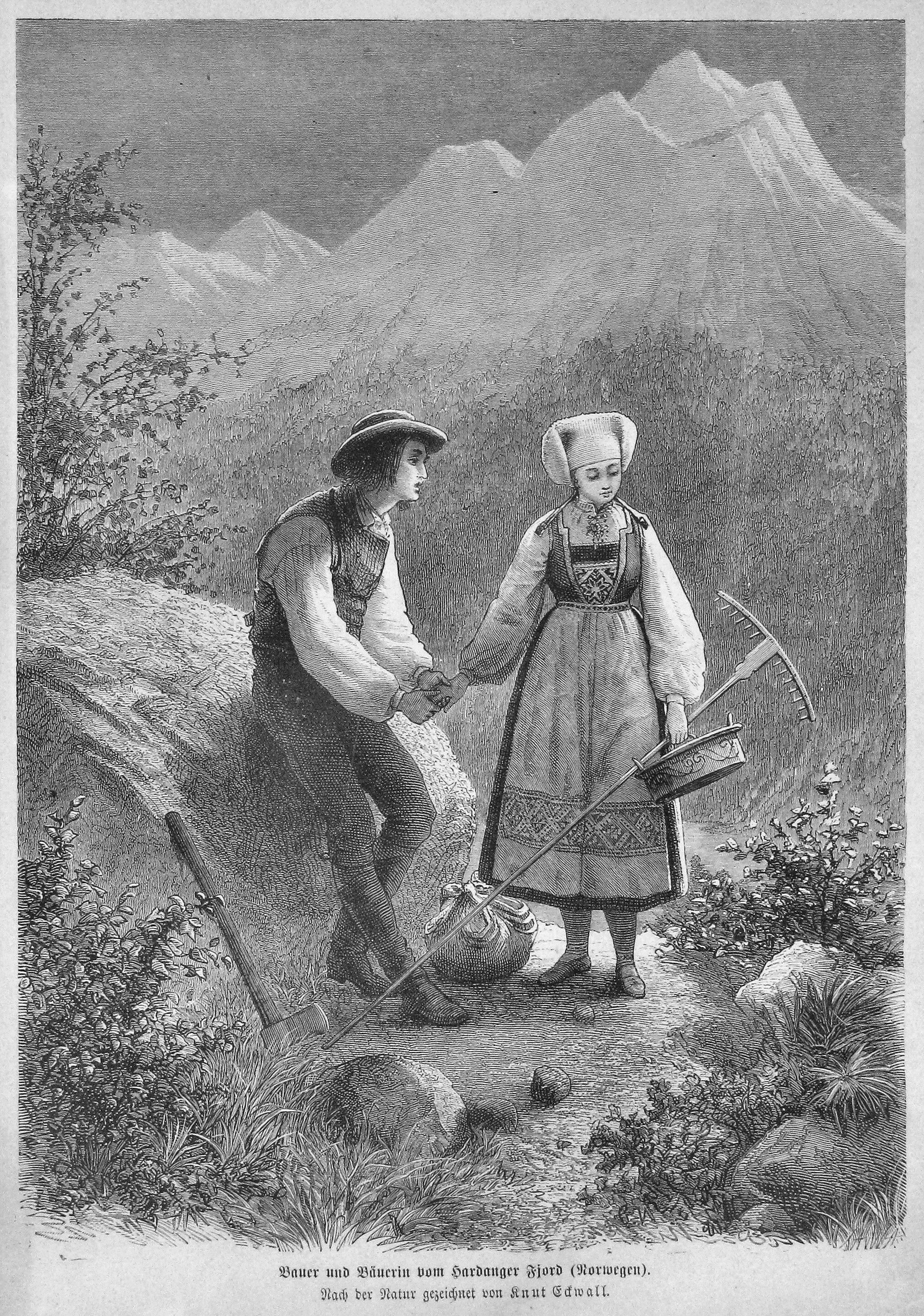
Bonde och bondfru vid Hardangerfjorden.
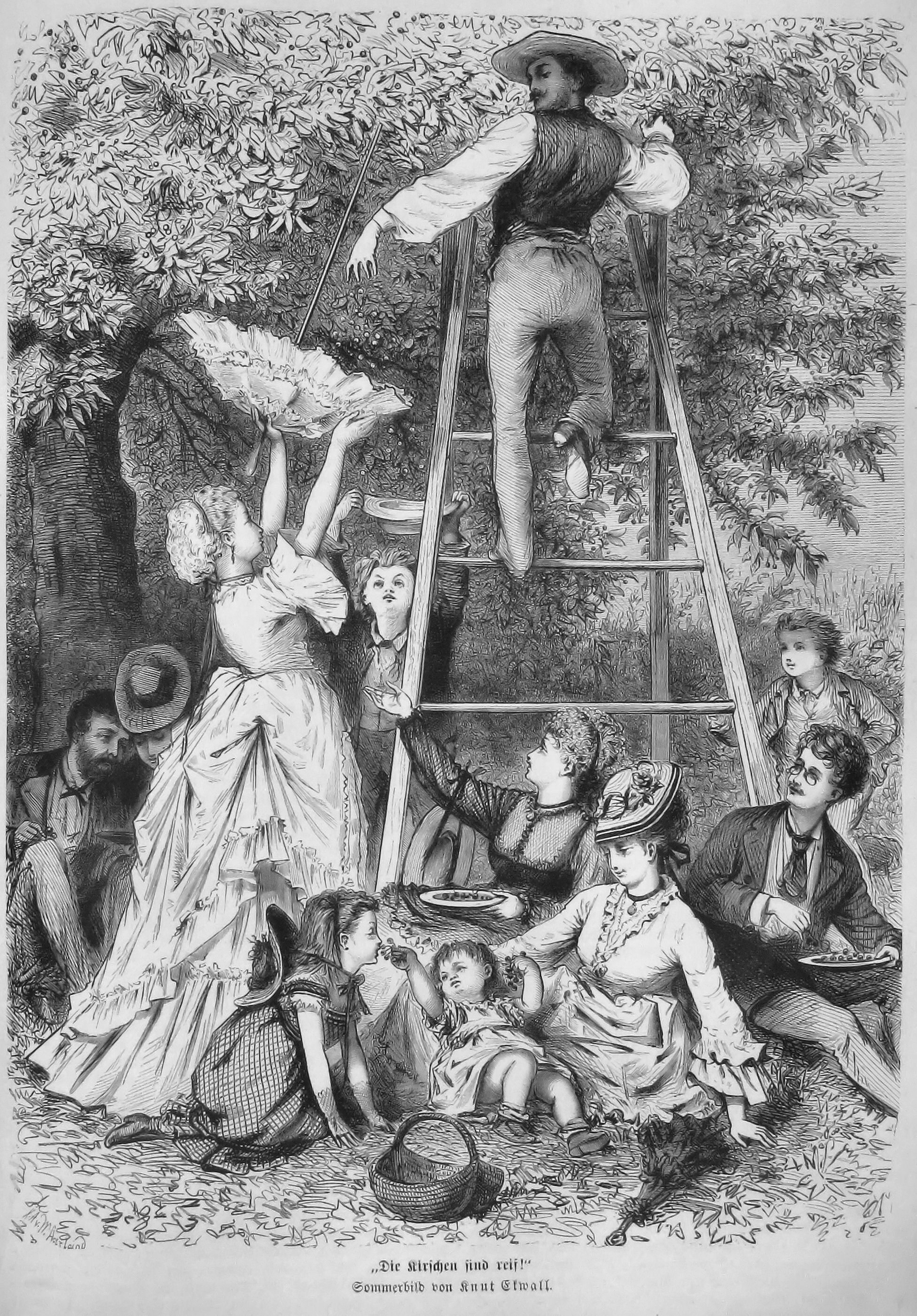
Körsbären är mogna!
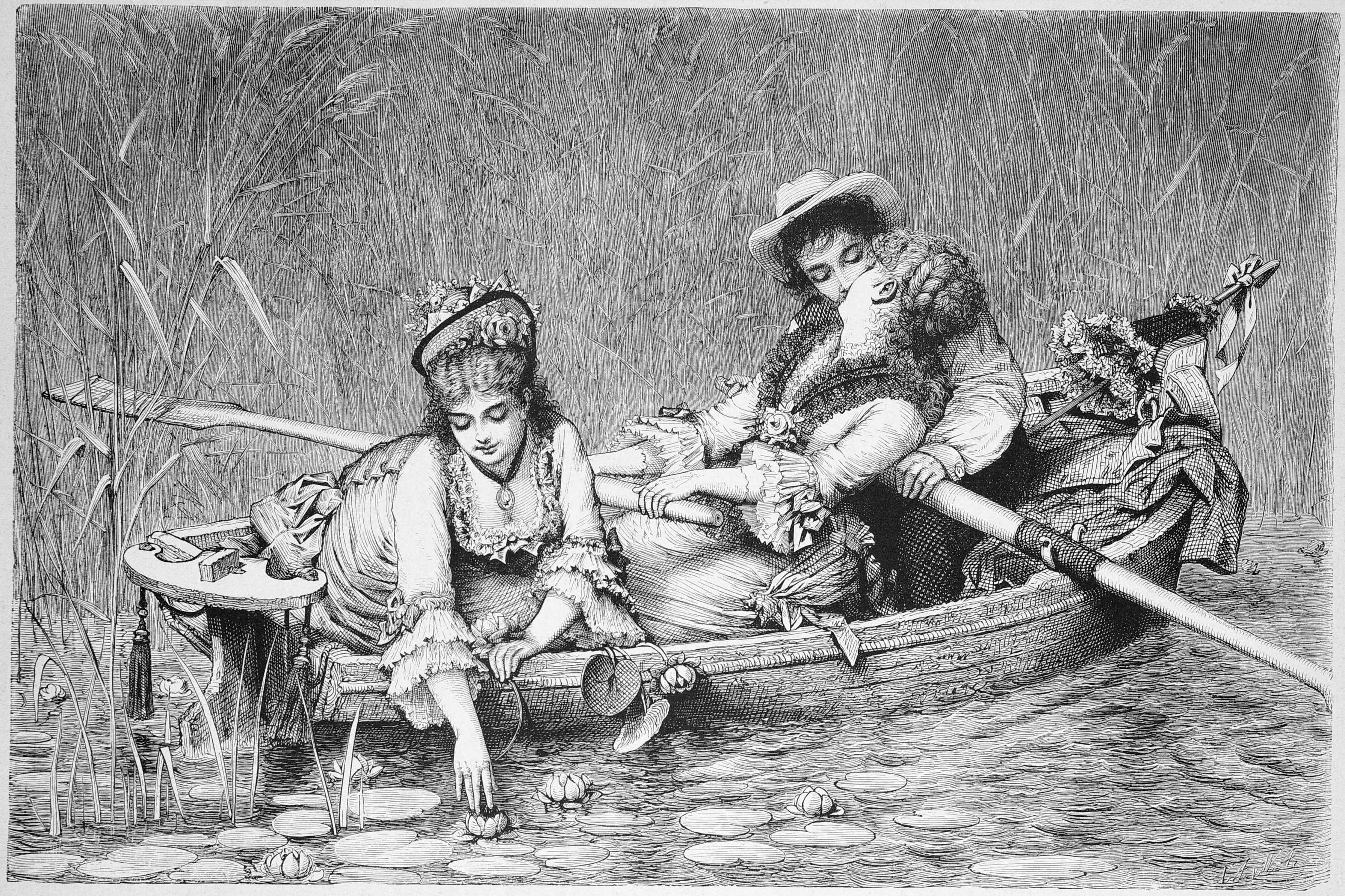
I vassen.
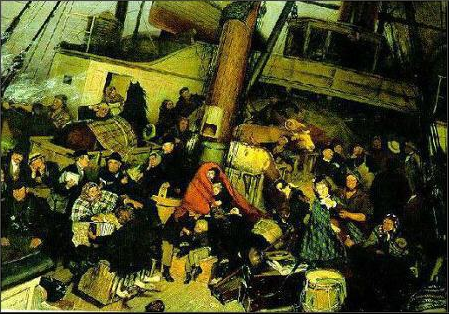
Emigranterna.